# Pescegallo
Pescegallo (Pescegàll in dialetto valtellinese) è una località della val Gerola, frazione del comune di Gerola Alta in Lombardia, che ospita una stazione sciistica (Pescegallo Ski) dotata di 2 impianti di risalita (seggiovia e tapis roulant) e di piste per ogni livello. La località è nota anche per la pratica dello sci alpinismo.

## Geografia

### Clima
Il clima di Pescegallo è tipicamente alpino, con inverni abbastanza freddi, nevosi (media 60-70 cm) e con temperature rigide.

### Territorio
Pescegallo sorge a 1450 m s.l.m., sul versante nord delle Alpi Orobie. È collegato alla val Brembana attraverso un sentiero che attraversa il passo Salmurano (passando dall’omonimo rifugio). 

## Storia

### Il Novecento
Tra il 1900 e il 1910 fu costruita una strada che collegava tutti i paesi della Valgerola. In seguito vennero costruiti nuovi impianti che sono in funzione ancora oggi.
Le due guerre del secolo scorso furono tragiche anche in questa valle e molte furono le persone che persero la vita in Russia e Albania.
Nel secondo dopoguerra la Valle contava 1379 gerolesi, ma in seguito, a causa dell’industrializzazione, molte persone si trasferirono in città (Milano principalmente) e sono calati i lavori tradizionali, anche se oggi Pescegallo è frequentata da molti turisti d’Inverno e d’Estate